# Matthias Schwarzbacher
Matthias Schwarzbacher (* 22. Dezember 2005 in Brezno) ist ein slowakischer Radrennfahrer, der im Straßenradsport aktiv ist.

## Sportlicher Werdegang
Als Junior machte Schwarzbacher auf sich aufmerksam, als er 2023 im Rahmen des UCI Men Juniors Nations’ Cup die Gesamtwertung der Medzinárodné dni cyklistiky Dubnica nad Váhom (Internationale Radsporttage Dubnica nad Váhom) gewann. 2024 wurde er Mitglied im tschechischen UCI Continental Team ATT Investments. Bereits in seinem ersten Jahr in der U23 wurde er slowakischer U23-Meister sowie Vizemeister in der Elite im Einzelzeitfahren. Auf internationaler Ebene beendete er die Tour of Szeklerland als Dritter der Gesamtwertung. Im Anschluss gewann er den Prolog zur erstmals ausgetragenen West Bohemia Tour.
Zur Saison 2025 wechselte Schwarzbacher in das UAE Team Emirates Gen Z. Seine ersten zehn Renneinsätze hatte er mit dem UCI WorldTeam, wo er bei der Trofeo Ses Salines im Rahmen der Mallorca Challenge als Achter ein Top-10-Ergebnis einfuhr. Seinen ersten Renneinsatz mit dem Development Team hatte er bei der Trofej Umag, die er im Sprint des Hauptfeldes gewann, sein erster internationaler Sieg in der Elite.

## Erfolge
2023
- Gesamtwertung, eine Etappe und Punktewertung Medzinárodné dni cyklistiky Dubnica nad Váhom

2024
- Nachwuchswertung Tour of Szeklerland
- eine Etappe West Bohemia Tour
- Slowakischer U23-Meister – Einzelzeitfahren

2025
- Trofej Umag
- Slowakischer Meister – Einzelzeitfahren